# Асоціація «Енергоефективні міста України»
Асоціа́ція «Енергоефективні міста України» (АЕМУ) — всеукраїнська асоціація органів місцевого самоврядування, створена з метою задоволення потреб своїх членів і відповідних територіальних громад у сучасній інформації, нових технологіях, інвестиціях, розвитку співробітництва та обміну досвідом з українськими і закордонними партнерами в ділянках ефективного та ощадливого використання енергетичних ресурсів, надання якісних енергетичних послуг, підвищення енергетичної безпеки, захисту довкілля та забезпечення сталого розвитку поселень.

## Історія
Створена у 2007 році. Об'єднує більше 90 українських міст з усіх регіонів України. 28 листопада 2007 уклала меморандум про співпрацю з Міністерством житлово-комунального господарства України. 
Є колективним членом європейських асоціацій органів місцевого самоврядування: 
- «Energy Cities»[3]
- «Climate Alliance»[4],
- консорціуму «CoM East», який є ініціатором Угоди Мерів[5]
- представляє «Європейську енергетичну відзнаку» в Україні[6].

### Реалізовані проєкти
- Револьверний фонд міст - поворотна фінансова допомога міст АЕМУ для реалізації міських програм та проєктів сталого енергетичного розвитку і клімату[7]. Продовжує діяти і в період воєнного стану[8].
- Кліматичні Інноваційні Ваучери - грантова підтримка малому та середньому бізнесу на розробку власних кліматичних інновацій або інтеграцію у бізнес-процеси дружніх до довкілля технологічних рішень[9].
- Дні сталої енергії - проведено у багатьох містах асоціації[10][11] (за підтримки Агентства США з міжнародного розвитку USAID та Німецького товариство міжнародного співробітництва)
- Школа Енергії - освітній проєкт для шкіл[12] (за підтримки Німецького товариство міжнародного співробітництва)

## Президенти АЕМУ
- 2009 — 2019 — Володимир Гаразд (м. Долина)[13]
- 2019 — зараз — Юрій Фомічев (м. Славутич)

## Почесні президенти
- Сергій Сухомлин —  міський голова м. Житомир.

## Правління
- Сергій Соломаха (м. Миргород)
- Сергій Моргунов (м. Вінниця)
- Володимир Шматько (м. Чортків)
- Сергій Надал (м. Тернопіль)
- Олександр Гончаренко (м. Краматорськ)
- Юрій Бова (м. Тростянець)
- Володимир Мацелюх (м. Новояворівськ)
- Олександр Бабич (м. Гола Пристань)
- Ігор Чайка (м. Ковель)
- Галина Мінаєва (м. Чугуїв)
- Євгеній Рищук (м. Олешки)

## Публікації
- «Глосарій технічних термінів у сфері енергоефективності та відновлюваних джерел енергії» [14]
- «Дослідження енергетичних бюджетів українських громад»[15]